# 薩巴尼夫卡
50°20′19″N 24°38′40″E / 50.33861°N 24.64444°E
薩巴尼夫卡（烏克蘭語：Сабанівка），是烏克蘭西部的村莊，隸屬利維夫州的舍普季茨基區。該村面積0.81平方公里，海拔高度214米，2001年人口332，人口密度每平方公里409.88人。